# Per Wilhelm Palmroth

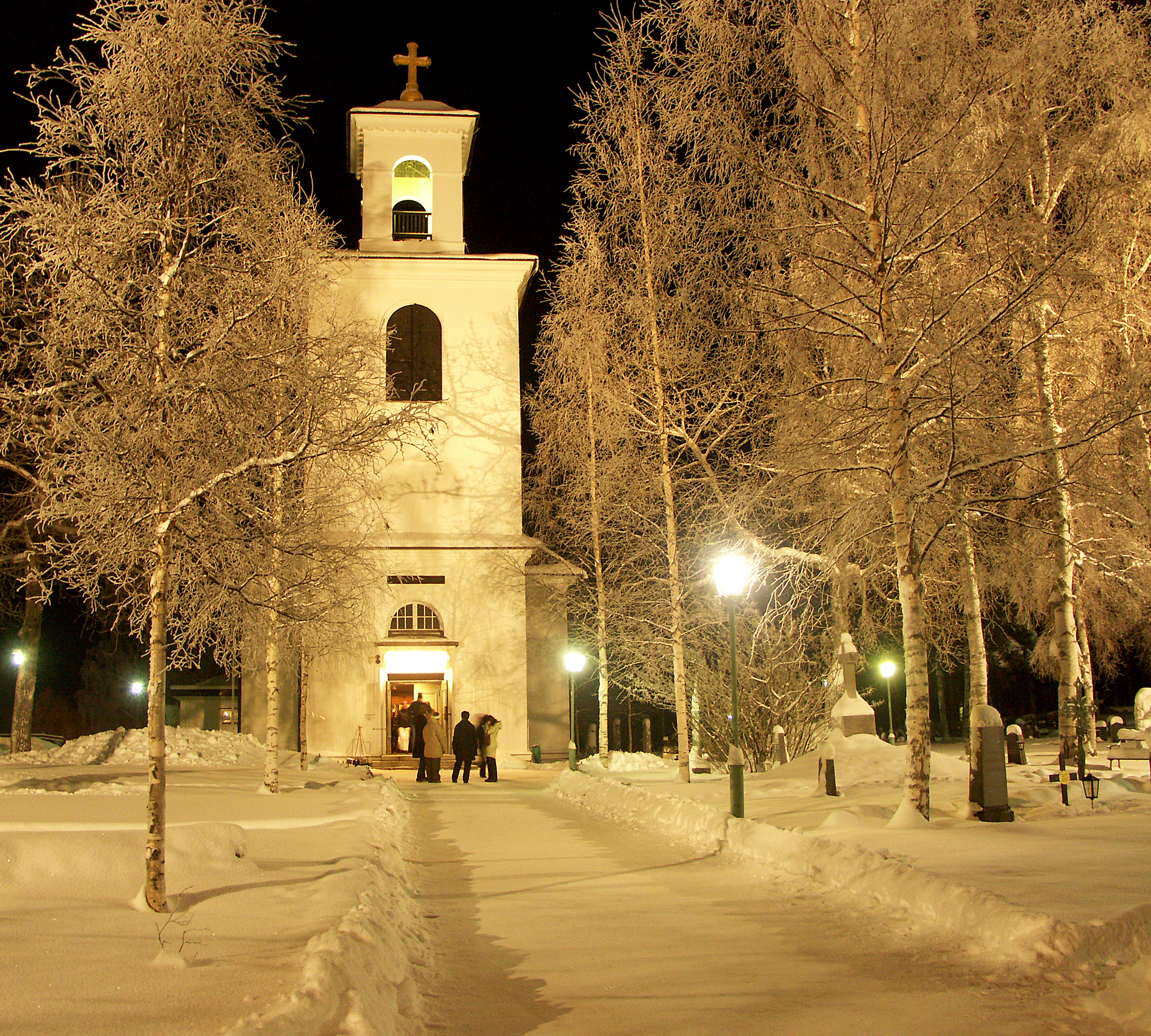
Lycksele kyrka

Petter "Per" Wilhelm Palmroth, född 8 maj 1765 i Hovförsamlingen, Sverige, död 27 september 1825 i Stockholm, var en svensk arkitekt. 
Han var konduktör vid Överintendentsämbetet och undervisade i civilarkitekturens principer vid Byggnadsskolan vid Kungliga akademien för de fria konsterna 1803–1825.
Palmroth ritade flera olika kyrkobyggnader över hela Sverige, däribland Venjans, Lycksele och Åmåls kyrka. Palmroth har även ritat tornet till Kungsholms kyrka.